# Gymnosiphon
Gymnosiphon là một chi chứa khoảng 30 loài thực vật một lá mầm có hoa thuộc họ Cỏ cào cào (Burmanniaceae) trong bộ củ nâu. Như tất cả các thành viên khác của họ Cỏ cào cào, Gymnosiphon là chi thực vật dị dưỡng nấm hoàn toàn, không chứa diệp lục và tương ứng là không thể quang hợp.

## Tên gọi
Tên gọi trong tiếng Anh là yellowseed, nghĩa là hạt vàng; tiếng Trung là 腐草 (hủ thảo, nghĩa là cỏ thối nát). Do chưa phát hiện thấy có ở Việt Nam nên không có tên gọi phổ thông tương ứng trong tiếng Việt.

## Phân bố
Gymnosiphon phân bố trong khu vực nhiệt đới ẩm ướt ở châu Á, châu Mỹ và châu Phi. Chúng là thực vật thân thảo, sống một năm, có kích thước rất nhỏ và thân mảnh dẻ. Các lá thô sơ và có bề ngoài giống như các vảy hay lá bắc. Chúng có hoa màu trắng, nhạt, nói chung mọc đơn độc mặc dù đôi khi vẫn mọc thành các cụm hoa nhỏ dạng cành hoa ở đầu cành, tùy theo từng loài. Các hoa này là đối xứng tỏa tia, với ống bao hoa dạng khay (salverform) 3 cánh đài lớn hơn ở vòng ngoài, hơi có dạng 3 thùy, và 3 cánh đài nhỏ hơn ở vòng trong, nhị 3, không cuống trên ống bao hoa, bầu nhụy hình trứng tới hình phỏng cầu, quả nang nứt không đều hoặc theo các khe nứt dọc.
Về mặt phát sinh chủng loài Gymnosiphon được đặt trong nhánh chứa Burmanniaceae sensu stricto.

## Các loài[1]
1. Gymnosiphon affinis - New Guinea.
2. Gymnosiphon afro-orientalis – Trung nam châu Phi.
3. Gymnosiphon aphyllus – Đài Loan, Đông Nam Á, New Guinea, Micronesia.
4. Gymnosiphon bekensis – Trung châu Phi.
5. Gymnosiphon brachycephalus - Panama, tây bắc Nam Mỹ.
6. Gymnosiphon breviflorus - Costa Rica, Panama, miền bắc Nam Mỹ.
7. Gymnosiphon capitatus - Guyana, tây bắc Brasil.
8. Gymnosiphon constrictus – Gabon.
9. Gymnosiphon cymosus – Miền bắc Nam Mỹ.
10. Gymnosiphon danguyanus - Tanzania, Madagascar.
11. Gymnosiphon divaricatus - Nam Mexico, Trinidad, Trung Mỹ và Nam Mỹ.
12. Gymnosiphon fimbriatus – Miền bắc Nam Mỹ.
13. Gymnosiphon guianensis - Guyana, Suriname.
14. Gymnosiphon longistylus – Trung và tây châu Phi.
15. Gymnosiphon marieae – Madagascar.
16. Gymnosiphon minahassae – Sulawesi.
17. Gymnosiphon minutus - Costa Rica, miền bắc Nam Mỹ.
18. Gymnosiphon neglectus – Java.
19. Gymnosiphon niveus – Tây Ấn.
20. Gymnosiphon okamotoi - Palau (Micronesia).
21. Gymnosiphon oliganthus – Đông bắc Papua New Guinea.
22. Gymnosiphon panamensis – Từ Veracruz tới Panama.
23. Gymnosiphon papuanus - New Guinea, Sulawesi, Palau.
24. Gymnosiphon pauciflorus - New Guinea.
25. Gymnosiphon recurvatus – Guyana.
26. Gymnosiphon samoritoureanus - Guinea, Liberia.
27. Gymnosiphon sphaerocarpus - Pernambuco, Tây Ấn.
28. Gymnosiphon suaveolens - Mexico, Trung Mỹ, Nam Mỹ.
29. Gymnosiphon tenellus - Jamaica, Trung Mỹ, tây bắc Nam Mỹ.
30. Gymnosiphon usambaricus - Kenya, Tanzania.